# Parque Nacional Elsey
O Parque Nacional Elsey é um parque nacional australiano localizado no Território do Norte, que se estende de 2 km a 19 km a leste de Mataranka e 378 km a sudeste de Darwin.